# 澎湖跨海大橋
澎湖跨海大橋（英語：Penghu Great Bridge），台灣澎湖縣縣道203號的橋樑，俗稱大橋，連接澎湖群島之中的白沙島（通梁村）與西嶼島（橫礁村），為澎湖重要的交通幹道。
第一代大橋於1965年3月開始興建，1970年12月完工並通車，1995年10月拆除；第二代大橋於1984年7月開始興建，1996年3月完工並通車至今。第二代大橋造價為新台幣10億2,800萬元，長度2,494公尺，落成後即為台灣長度之最的橋樑，但自2022年10月30日全長5,400公尺的金門大橋通車後，退位為第二長的跨海大橋。
2003年，澎湖縣政府認為其具有「歷史文化價值」，將澎湖跨海大橋登錄為「歷史建築」。

## 歷史背景
澎湖四面環海，行政區域乃由星羅遍布的島嶼所構成，在興建跨海大橋之前，西嶼居民對外的交流只能仰賴船運。日治時期澎湖廳便在西嶼鄉的大菓葉漁港（今二崁村）設置對渡港，提供機動船一艘，每日往返馬公港四次；此外，赤馬村、竹灣村也有私人漁船提供海上運輸，1945年二戰結束後，大菓葉漁港仍做為西嶼和馬公之間的公營運輸碼頭。
1953年，中華民國政府撥款予西嶼鄉公所，自行建造交通船並負責營運，西嶼鄉公所遂建造一木造船隻「西基號」（21噸），但1957年間始終因載量有限和鄉公所經費短絀，且船隻保養不易等問題，無法再維持航線的營運，便轉由陸軍澎湖防衛司令部的軍差船來定期支援。1969年，澎湖縣政府打造50噸的鐵殼船「光武號」，西嶼和馬公之間的交通獲得改善。
而先於1960年代初期，時任中華民國總統蔣中正（1887年－1975年）到澎湖視察，得知馬公和西嶼之間的交通問題，便指示臺灣省政府籌備跨海大橋之工程，後由臺灣省政府交通處公路局負責承辦此工程業務，為此特別成立「澎湖跨海大橋工程處」，負責澎湖跨海大橋的規劃和設計事宜。

## 第一代大橋
1965年3月，臺灣省政府交通處公路局選擇在西嶼島北端（今橫礁村）和北山嶼南端（今通梁村）興建跨海大橋，但兩座島嶼之間有一洶湧的「吼門水道」阻隔。澎湖水域自古以「一磽、二吼、三西流、四鵝豆頭、五潭門、六東吉」等諺語，形容水域險惡，吼門水道即為澎湖其中險惡航道之一，水流十分湍急，平均流速高達每秒3公尺以上，冬季風浪彈起、海象更為惡劣，故施工環境可謂十分嚴峻。
| 負責單位 | 臺灣省公路局                                    | 臺灣省公路局                                    | 工程經費                                        | 新台幣1億4,500萬元                              |
| 工程時程 | 1965年3月－1970年12月                           | 1965年3月－1970年12月                           | 通車日期                                        | 1970年12月25日                                  |
| 總長度   | 5,514公尺                                       | 5,514公尺                                       | 5,514公尺                                       | 5,514公尺                                       |
| 總長度   | 陸上引道                                        | 3,091公尺                                       | 陸上路堤                                        | 320公尺（寬8公尺）                              |
| 總長度   | 橋樑長度                                        | 2,160公尺（74座橋墩、76個橋孔）                 | 2,160公尺（74座橋墩、76個橋孔）                 | 2,160公尺（74座橋墩、76個橋孔）                 |
| 橋面寬度 | 5.1公尺                                         | 5.1公尺                                         | 5.1公尺                                         | 5.1公尺                                         |
| 避車道   | 7處。僅能供單向通車，故設有7處8公尺寬的避車道。 | 7處。僅能供單向通車，故設有7處8公尺寬的避車道。 | 7處。僅能供單向通車，故設有7處8公尺寬的避車道。 | 7處。僅能供單向通車，故設有7處8公尺寬的避車道。 |
| 拆除工程 | 1995年10月                                      | 1995年10月                                      | 1995年10月                                      | 1995年10月                                      |

1970年12月25日，跨海大橋完工通車，工程經費為新台幣1億4,500萬元。據報導，澎湖跨海大橋落成時還是當時遠東第一大的橋，但因澎湖當地風浪強勁，且常飄鹹雨（當地稱「鹹水煙」），僅通車五年的時間，橋樑的鋼筋便已發生十分嚴重的鏽蝕情形。
肇因跨海大橋不僅面臨強勁的風浪，又因大型客運貨車、軍車常常超載通行橋樑的緣故，使得以預力混凝土為主要結構的橋樑撓曲、進而產生細微的龜裂，海水滲入裂痕中的混凝土導致鋼筋鏽蝕，而鏽蝕的鋼筋又會反過來造成混凝土裂損脫落，最後更使得高拉力的鋼線、鋼管也接連腐蝕。
臺灣省公路局為了延長跨海大橋壽命，分別於1977年、1978年、1980年、1982年和1984年進行維修工程，防止腐蝕情形惡化，但成效均不佳，遂於1984年之後便決定另蓋新橋。

### 澎湖跨海大橋刻石後記
1970年12月，澎湖跨海大橋艱難玉成，時任臺灣省政府主席陳大慶撰文勒石以為記，其碑文如下：
建築橋梁，便利交通，周代早有規制，是知我國自古保民便民，即以交通建設為首要。春秋時代，鄭子產為相，曾用其乘輿濟渡行人，孟子笑其不事修橋架梁，實乃好行小惠，殊非為政之道！澎湖當臺灣海峽之衝，形勢險要，而交通不便，民國卅四年，臺灣光復，設縣治於馬公，轄大小島嶼六十有四，人口多聚居於馬公、白沙、西嶼三島，其間互隔大海，通行困難，每值風季，巨浪排空，舟行尤險。 總統蔣公有見及此，為謀島民交通便利，特命臺灣省政府籌建跨海大橋，以利民行。臺灣省交通處公路局承辦此項工程，於民國五十四年興工，至五十九年十二月乃告完成。橋長二千一百六十公尺，附建海中陸堤三百二十公尺，陸上新路三千零六十一公尺。大榕樹支線三百四十五公尺，共費新臺幣一億又四百五十萬元。此皆由於總統德意之所感召，凡百同心，軍民協作，員工效命，故能剋期完竣。回溯工程進行期間，幾經險阻，而終能突破重重之困難，不僅表現堅苦卓絕之精神，實亦克奏移山填海之神功！今日長虹臥波，落霞映海，添觀光之勝景，免商旅之艱難，無舟楫波濤之患，得軍民轉輸之利，口碑載道，豈偶然耶。 大慶忝主省政，接力以赴，樂觀厥成，尤深欣辛！惟覺果能以此建橋跨海之精神，併力於全面經建之奮勉，進而共成反攻復國之偉業，當可指日而待也。爰刻石以誌壯盛，而勵將來。
 — 臺灣省政府主席陳大慶。 中華民國五十九年十二月。

## 第二代大橋

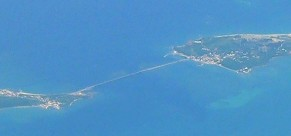
跨海大橋航拍照（右上方為白沙端、左下方為西嶼端）。

第二代跨海大橋同樣由臺灣省公路局負責統籌，並委託中華顧問工程公司、臺灣大學海洋研究所、成功大學水利研究所等進行研究，並參酌澎湖漁民的意見來設計第二代跨海大橋。

### 基本資料
| 橋長 | 2,494公尺 | 2,494公尺 | 兩端引道 | 1,519公尺 | 兩側設紐澤西式護欄。 | 來源         |
| 橋長 | 2,494公尺 | 2,494公尺 | 橋樑長度 | 975公尺 | 兩側設紐澤西式護欄。 | [ 2 ] [ 12 ] |
| 橋寬 | 13公尺 | 13公尺 | 車道 | 9.5公尺（雙向車道） | 兩側設紐澤西式護欄。 | [ 2 ] [ 12 ] |
| 橋寬 | 13公尺 | 13公尺 | 人行道 | 3.5公尺（1.75公尺*2） | 兩側設紐澤西式護欄。 | [ 2 ] [ 12 ] |
| 路堤 | 因新舊橋在南、北兩端引道有所重疊，引道舊橋部分保留「拋石式路堤」； 改建部分的引道工程則採用「兩側重力式擋土牆」、「背填石式路堤」。 | 因新舊橋在南、北兩端引道有所重疊，引道舊橋部分保留「拋石式路堤」； 改建部分的引道工程則採用「兩側重力式擋土牆」、「背填石式路堤」。                           | 因新舊橋在南、北兩端引道有所重疊，引道舊橋部分保留「拋石式路堤」； 改建部分的引道工程則採用「兩側重力式擋土牆」、「背填石式路堤」。                           | 因新舊橋在南、北兩端引道有所重疊，引道舊橋部分保留「拋石式路堤」； 改建部分的引道工程則採用「兩側重力式擋土牆」、「背填石式路堤」。                           | 因新舊橋在南、北兩端引道有所重疊，引道舊橋部分保留「拋石式路堤」； 改建部分的引道工程則採用「兩側重力式擋土牆」、「背填石式路堤」。                           | [ 2 ] [ 12 ] |
| 建材 | 全橋採用防蝕鍍鋅的鋼筋、以及二型的抗硫水泥。                                                                                        | 全橋採用防蝕鍍鋅的鋼筋、以及二型的抗硫水泥。 | 全橋採用防蝕鍍鋅的鋼筋、以及二型的抗硫水泥。 | 全橋採用防蝕鍍鋅的鋼筋、以及二型的抗硫水泥。 | 全橋採用防蝕鍍鋅的鋼筋、以及二型的抗硫水泥。 | [ 2 ] [ 12 ] |
| 結構 | 兩端 | 兩端各放四座預鑄方塊基礎，每座以「196 x 396 x 150」排列灌漿，組成「1,800 x 1,200」之基礎面。                                                                  | 兩端各放四座預鑄方塊基礎，每座以「196 x 396 x 150」排列灌漿，組成「1,800 x 1,200」之基礎面。                                                                  | 兩端各放四座預鑄方塊基礎，每座以「196 x 396 x 150」排列灌漿，組成「1,800 x 1,200」之基礎面。                                                                  | 兩端各放四座預鑄方塊基礎，每座以「196 x 396 x 150」排列灌漿，組成「1,800 x 1,200」之基礎面。                                                                  | [ 2 ] [ 12 ] |
| 結構 | 中段 | 19座預壘混凝土基礎四周以鋼模崁入海床，預置砂石骨材後，再灌漿組成「1,150 x 1,300」之基礎面。                                                                   | 19座預壘混凝土基礎四周以鋼模崁入海床，預置砂石骨材後，再灌漿組成「1,150 x 1,300」之基礎面。                                                                   | 19座預壘混凝土基礎四周以鋼模崁入海床，預置砂石骨材後，再灌漿組成「1,150 x 1,300」之基礎面。                                                                   | 19座預壘混凝土基礎四周以鋼模崁入海床，預置砂石骨材後，再灌漿組成「1,150 x 1,300」之基礎面。                                                                   | [ 2 ] [ 12 ] |
| 結構 | 上部結構 | 箱型鋼樑50公尺，計8支。 預力混凝土梁30公尺，計156支。 | 箱型鋼樑50公尺，計8支。 預力混凝土梁30公尺，計156支。 | 箱型鋼樑50公尺，計8支。 預力混凝土梁30公尺，計156支。 | 箱型鋼樑50公尺，計8支。 預力混凝土梁30公尺，計156支。 | [ 2 ] [ 12 ] |
| 結構 | 下部結構 | 橋台、橋墩（21K+965至22K+163、22K+772至22K+970）處基礎採用混凝土方塊，堆砌式基礎計10座。 橋墩（22K+163至22K+772）處以圓形雙墩柱，基礎採預壘混凝土基礎計19座。 | 橋台、橋墩（21K+965至22K+163、22K+772至22K+970）處基礎採用混凝土方塊，堆砌式基礎計10座。 橋墩（22K+163至22K+772）處以圓形雙墩柱，基礎採預壘混凝土基礎計19座。 | 橋台、橋墩（21K+965至22K+163、22K+772至22K+970）處基礎採用混凝土方塊，堆砌式基礎計10座。 橋墩（22K+163至22K+772）處以圓形雙墩柱，基礎採預壘混凝土基礎計19座。 | 橋台、橋墩（21K+965至22K+163、22K+772至22K+970）處基礎採用混凝土方塊，堆砌式基礎計10座。 橋墩（22K+163至22K+772）處以圓形雙墩柱，基礎採預壘混凝土基礎計19座。 | [ 2 ] [ 12 ] |

### 工期經費
| 時程與經費 | 時程與經費 | 開工日期                                 | 結束日期                                 | 編列工程預算                             | 實際工程經費                             | 總工程經費                               | 來源  |
| ---------- | ---------- | ---------------------------------------- | ---------------------------------------- | ---------------------------------------- | ---------------------------------------- | ---------------------------------------- | ----- |
| 第一期工程 | 第一期工程 | 1984年7月12日                            | 1987年8月31日                            | 新台幣1億9,800萬元                       | 新台幣2億1,700萬元                       | 新台幣10億2,800萬元                      | [ 1 ] |
| 第二期工程 | 第一階段   | 1987年9月1日                             | 1993年2月10日                            | 新台幣8億3,000萬元                       | 無資料                                   | 新台幣10億2,800萬元                      | [ 1 ] |
| 第二期工程 | 第二階段   | 1991年3月11日                            | 1996年3月14日                            | 新台幣8億3,000萬元                       | 無資料                                   | 新台幣10億2,800萬元                      | [ 1 ] |
| 總工程時程 | 總工程時程 | 1984年7月12日－1996年3月14日，共計12年。 | 1984年7月12日－1996年3月14日，共計12年。 | 1984年7月12日－1996年3月14日，共計12年。 | 1984年7月12日－1996年3月14日，共計12年。 | 1984年7月12日－1996年3月14日，共計12年。 | [ 1 ] |
| 通車日期   | 通車日期   | 1996年3月14日。                          | 1996年3月14日。                          | 1996年3月14日。                          | 1996年3月14日。                          | 1996年3月14日。                          | [ 1 ] |

### 施工設計
| 白沙端（北段） | 白沙端（北段）                                                                              | 吼門水道（中段）                                                                            | 吼門水道（中段）                                                                            | 吼門水道（中段）                                                                            | 吼門水道（中段）                                                                            | 西嶼端（南段）                                                                              | 來源  |
| 通樑段         | 通樑段                                                                                      | 大吼門水域                                                                                  | 大礁                                                                                        | 流迴礁                                                                                      | 南吼門水域                                                                                  | 橫礁段                                                                                      | 來源  |
| -------------- | ------------------------------------------------------------------------------------------- | ------------------------------------------------------------------------------------------- | ------------------------------------------------------------------------------------------- | ------------------------------------------------------------------------------------------- | ------------------------------------------------------------------------------------------- | ------------------------------------------------------------------------------------------- | ----- |
| 原案           | - 封閉式塊石混凝土路堤， 路堤留有兩孔40公尺寬的拱橋。                                       | - 通航鋼橋 （1孔50公尺長） - 通水預力混凝土橋 （3孔30公尺）                                 | - 背填石式路堤 （609公尺）                                                                  | - 背填石式路堤 （609公尺）                                                                  | - 通航鋼橋 （1孔50公尺長） - 通水預力混凝土橋 （3孔30公尺）                                 | - 封閉式塊石混凝土路堤                                                                      | [ 1 ] |
| 說明           | 依據原案設計，僅留340公尺的水道讓水流流通和讓船隻出入。                                     | 依據原案設計，僅留340公尺的水道讓水流流通和讓船隻出入。                                     | 依據原案設計，僅留340公尺的水道讓水流流通和讓船隻出入。                                     | 依據原案設計，僅留340公尺的水道讓水流流通和讓船隻出入。                                     | 依據原案設計，僅留340公尺的水道讓水流流通和讓船隻出入。                                     | 依據原案設計，僅留340公尺的水道讓水流流通和讓船隻出入。                                     | [ 1 ] |
| 現案           | - 同上                                                                                      | - 同上                                                                                      | - 原609公尺路堤， 每30公尺鑿一橋孔， 合計增設20橋孔。                                       | - 原609公尺路堤， 每30公尺鑿一橋孔， 合計增設20橋孔。                                       | - 同上                                                                                      | - 同上                                                                                      | [ 1 ] |
| 說明           | 澎湖縣地方和漁民團體在1991年時，要求變更設計，讓橋孔數量大幅增加，通水流路段增加為940公尺。 | 澎湖縣地方和漁民團體在1991年時，要求變更設計，讓橋孔數量大幅增加，通水流路段增加為940公尺。 | 澎湖縣地方和漁民團體在1991年時，要求變更設計，讓橋孔數量大幅增加，通水流路段增加為940公尺。 | 澎湖縣地方和漁民團體在1991年時，要求變更設計，讓橋孔數量大幅增加，通水流路段增加為940公尺。 | 澎湖縣地方和漁民團體在1991年時，要求變更設計，讓橋孔數量大幅增加，通水流路段增加為940公尺。 | 澎湖縣地方和漁民團體在1991年時，要求變更設計，讓橋孔數量大幅增加，通水流路段增加為940公尺。 | [ 1 ] |

## 第二代大橋施工過程

### 第一期工程
第二代跨海大橋工程案編列兩期工程，第一期工程編列新台幣1億9,800萬元，由昌志營造公司得標，於1984年7月12日動工，造橋工程於白沙端、西嶼端同時施作，本期工程主要在低潮位地段鋪建塊石狀的混凝土路堤：第1至第31號的橋孔屬白沙端，計966公尺、第76至72號橋孔則從西嶼端延伸，計293公尺，並於1987年8月31日完工，實際使用工程經費為新台幣2億1,700萬元。

### 第二期工程
臺灣省公路局鑒於第一代大橋鏽蝕和鹽害狀況嚴重的經驗，此次便採用鍍鋅的鋼筋、以及二型的抗硫水泥，水泥另外摻加防鏽劑。鋼筋混凝土的細骨材採自台灣的河沙，鋼筋使用環氧樹脂膚層的防蝕鋼筋，並規定混凝土的水灰比例不得大於0.4，所有的鋼材包括高抗力低合金結構鋼、高拉力的螺栓，皆另外噴上防鏽塗料。

#### 第一階段

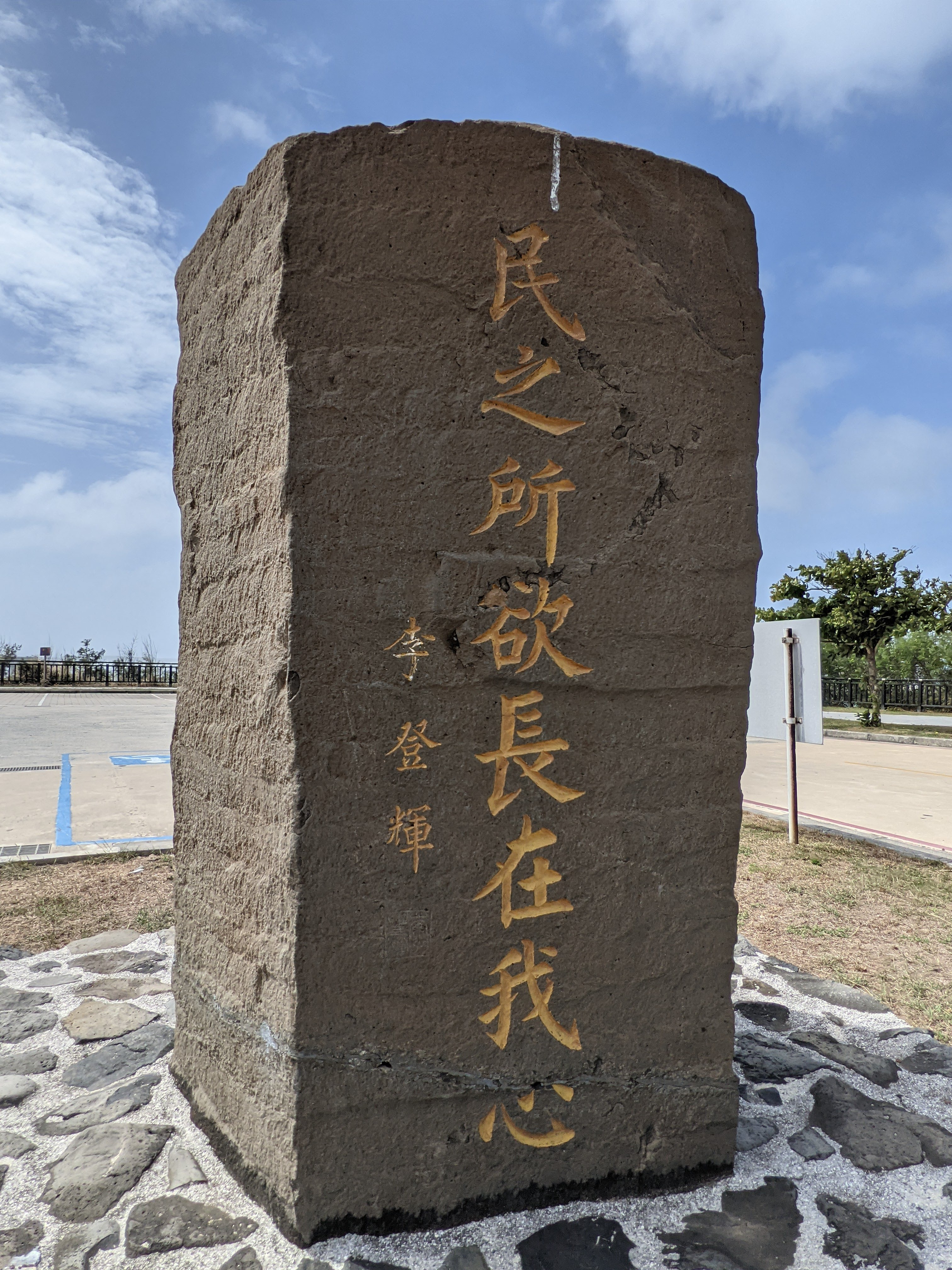
1996年，時任中華民國總統李登輝立碑：「民之所欲，長在我心。」

第二期工程第一階段於1987年9月1日開工，由兩端橋樑向中央填築，並將白沙端第32至35橋孔、西嶼端的第73至65橋孔填成拋石式透水路堤，又於兩端各築1座50公尺的鋼橋、3座30公尺的預力混凝土橋。此階段工程結束於1993年2月10日，橋樑與路堤的施作工程總長度共計為732公尺。

#### 第二階段
第二期工程第二階段於1993年3月11日開工，但受澎湖地方和漁民團體提出變更設計影響，同時石材來源也出現狀況，導致工程進度延遲落後。又由於興建第二代跨海大橋時，舊橋亦開放通行，但1993年5月4日，舊橋發生橋墩下陷、橋樑出現裂痕的問題（第59號橋孔處），緊急封閉橋樑搶修，直到5月13日上午八點才重新開放通車（限重15噸），爾後全面重新檢查，發現第40、45、54、58、62號橋孔腐蝕狀況亦十分嚴重，再度於1993年10月12日封橋，進行舊橋的保固工程，直到10月30日才重新開放，但僅限單向通車。
而跨海大橋舊橋緊急封閉期間，為維持西嶼、馬公交通網絡，澎湖縣車船處乃調派七美輪投入船運，每日往返西嶼赤馬漁港、馬公第三漁港五次，車船處另外調來三台公車協助西嶼鄉島內運輸，不敷時亦租用民間車輛支援，為此曾有動用縣政府預備金的紀錄。1993年10月份第二度封閉大橋時，澎湖縣政府則調用恆安輪和民間船隻協助兩島之間的交通運輸，耗費新台幣55萬5,367元整，悉數由台灣省政府公路局補貼。
1995年6月20日，跨海大橋中段、架設吼門水域上120根樑柱安裝完成，西嶼端和白沙端的橋樑正式連結；同年10月，則進行舊橋的拆除工程。1996年元月，第二代跨海大橋大抵落成。1996年3月14日，時任總統李登輝（1923年－2020年）親赴澎湖視察，並主持通車典禮，第二代跨海大橋正式通車。

## 管理狀況
2003年12月11日，澎湖縣政府公告跨海大橋為「歷史建築」，將大橋行政區歸劃至白沙鄉轄內，聯絡單位為澎湖縣政府文化局，但實際維護、管理單位為交通部公路總局第三區養護工程處的澎湖工務段。

## 影響

### 航運沒落
民國50年代之前（約1960年代），西嶼、馬公之間長期倚賴船運（含軍船），跨海大橋完工後漸漸不敵陸運競爭，例如竹灣村民林自在經營「新竹福勝號」便因收入銳減，遂於1972年停航；原本往返大菓葉、馬公航線的公營「光武號」在跨海大橋通車後，虧損狀況日益嚴重，1979年9月光武號不慎被燒毀，公家單位便再也無意重修復航:87-88，而原本因馬公對渡港商業雲集一時的大菓葉漁港，隨著交通優勢消失，繼而沒落。

### 人口外移
1970年跨海大橋落成後，原本繁華一時的大菓葉漁港轉趨沒落，隨著西嶼各聚落間的渡頭交通商圈不再，也加速西嶼的人口流失程度。

### 觀光效益
跨海大橋為縣道203號交通要道，為赴往西嶼鄉的必經之地，又因橋頭兩端入口處拱門造型別緻，以及蔣介石於1970年的落款題字，成為澎湖著名的觀光景點，跨海大橋北端入口處緊鄰遠近馳名的風景名勝－通樑古榕，每年吸引遊人如織。
2001年，跨海大橋被票選為澎湖縣十大歷史建築之一，亦被推選參與台灣歷史建築百景競逐，後在全台灣中排名第十三位。

### 內海生態
由於跨海大橋全長2,494公尺，封閉路堤長達1,519公尺，約佔大橋總長的百分之六十，僅有餘下百分之四十為橋樑（975公尺），降低海水交換效率，並不利內海的水文生態。2021年1月13日，澎湖縣議員陳慧玲遂提出改建跨海大橋的呼聲，希望能獲得地方共識、審慎評估重建工程事宜。

## 圖輯

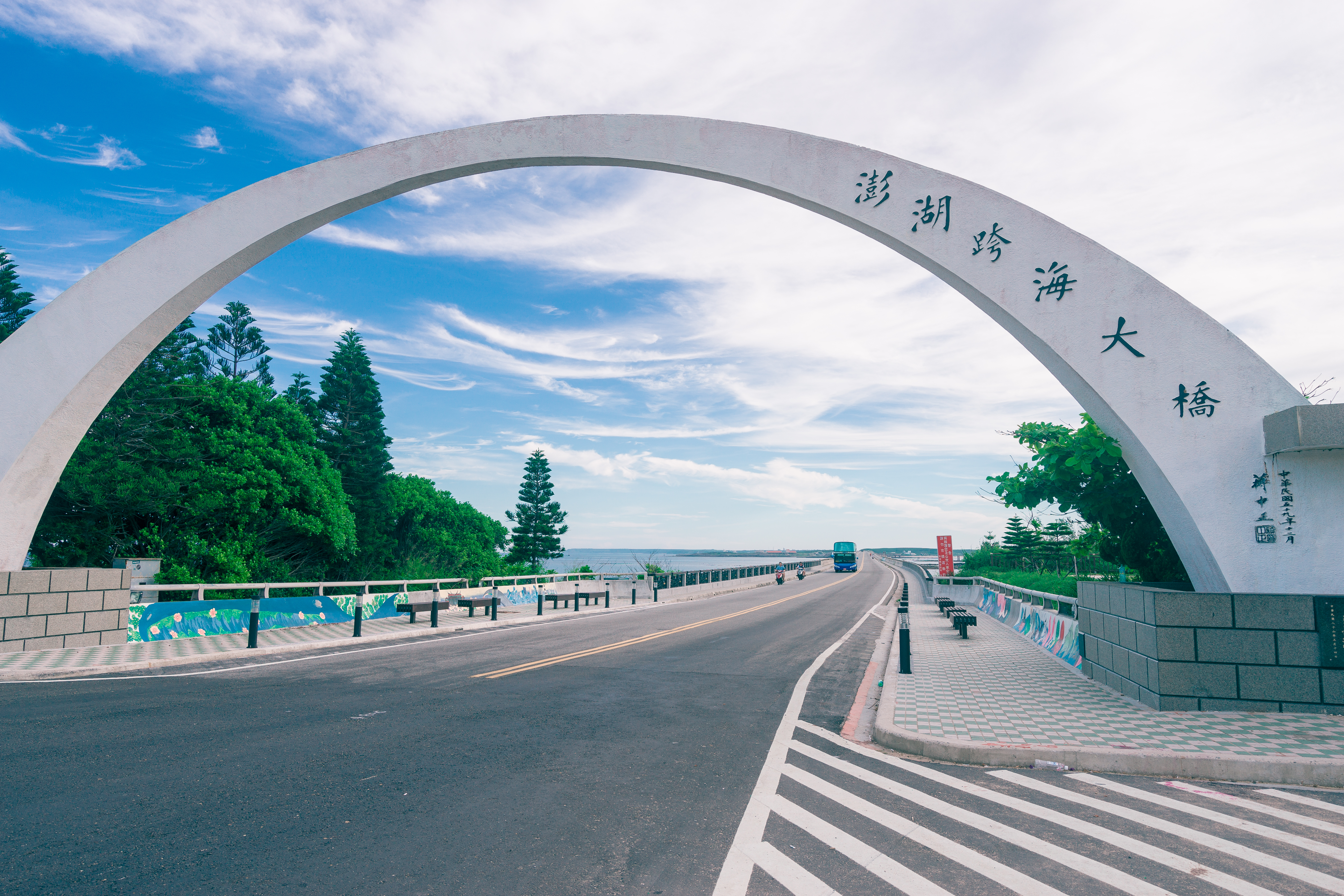
通樑村拱門
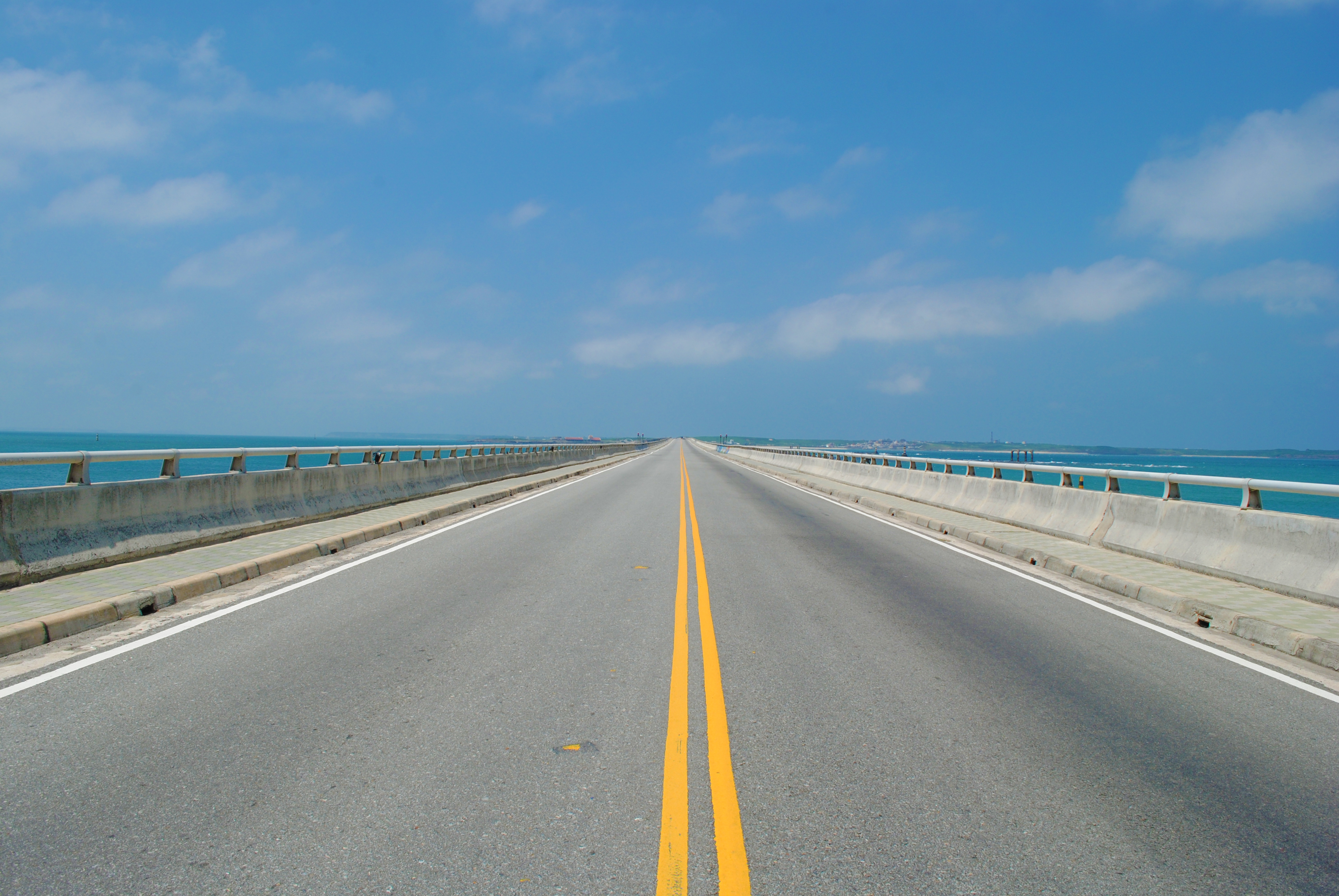
路面
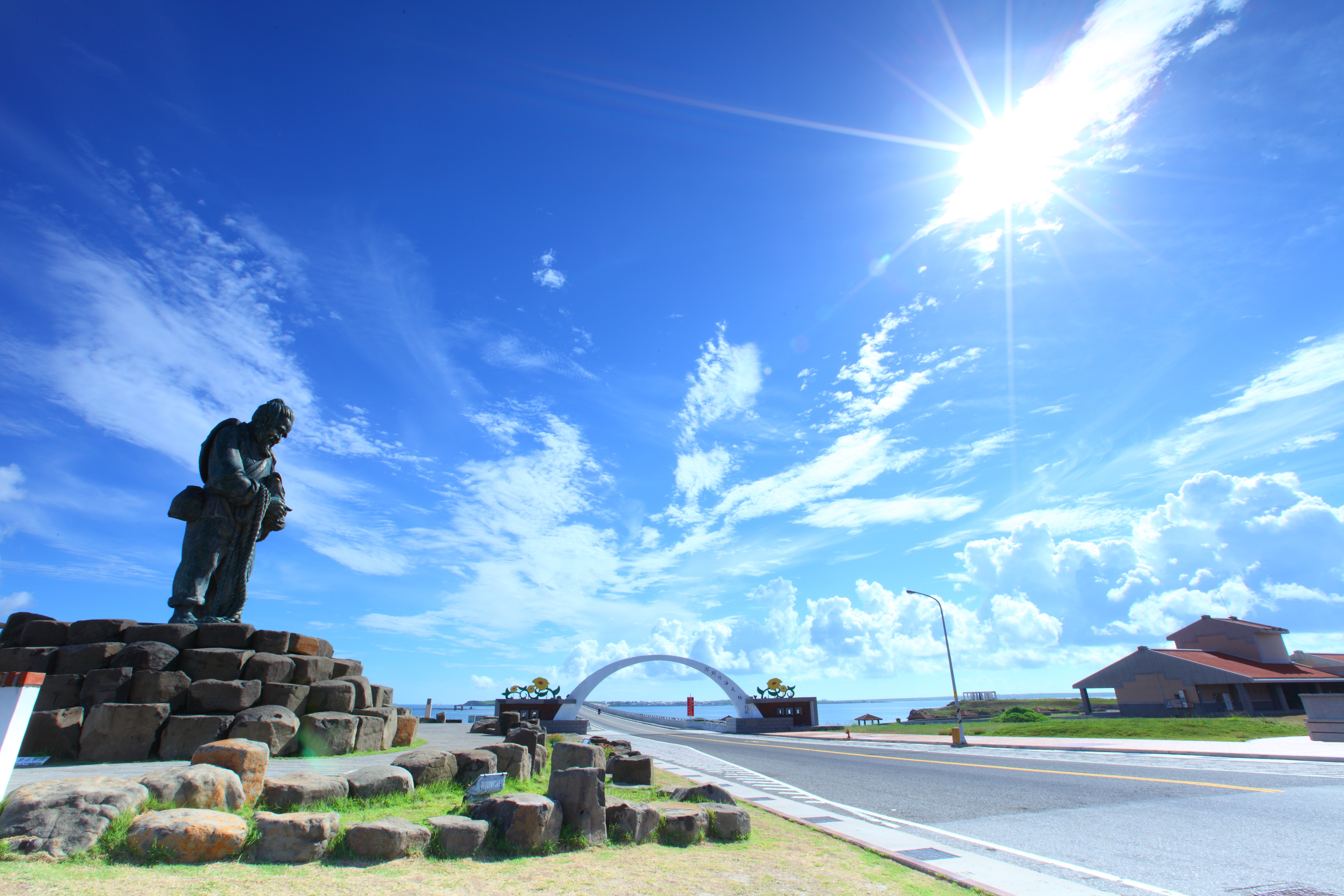
西嶼橫礁村橋端
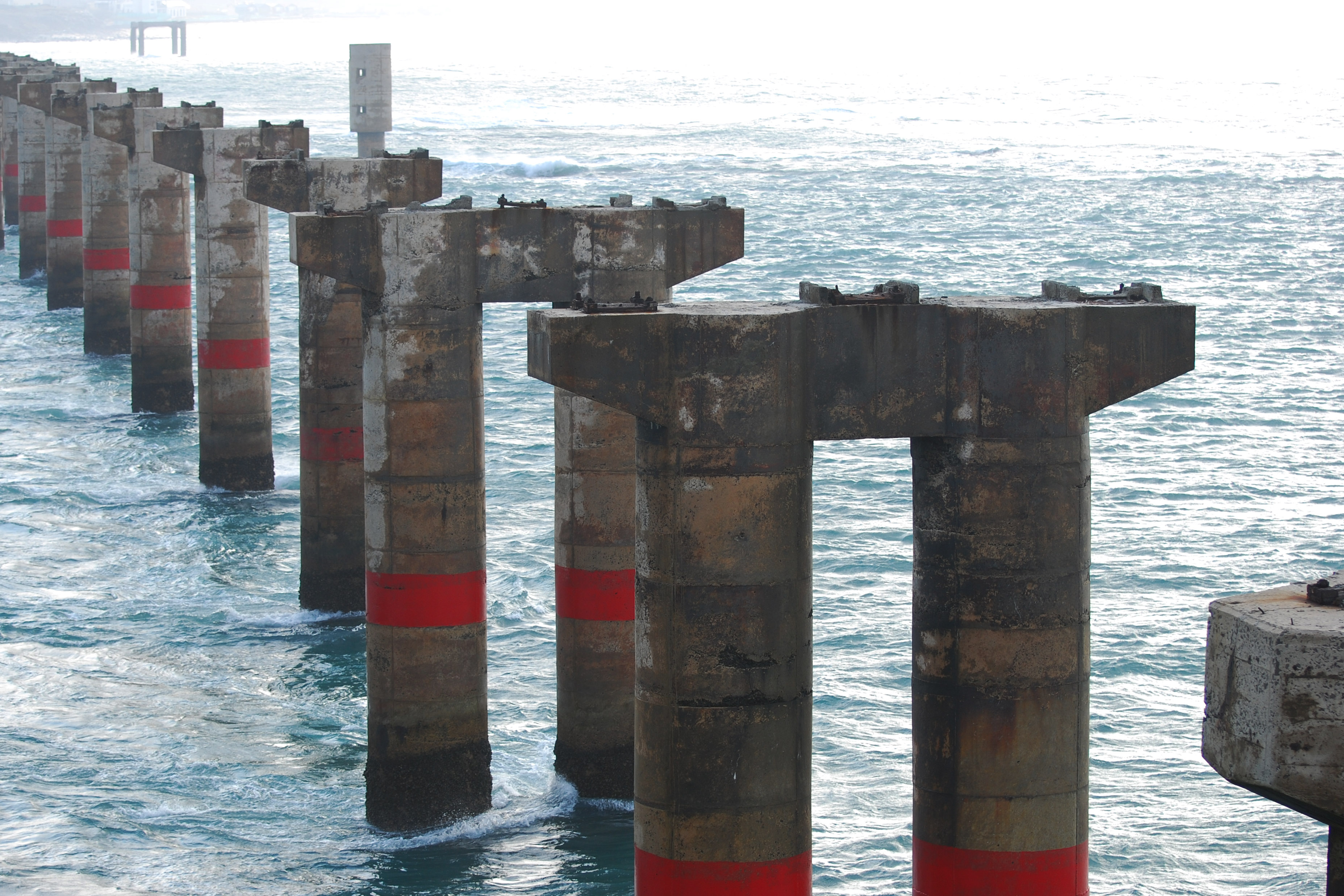
跨海大橋舊橋
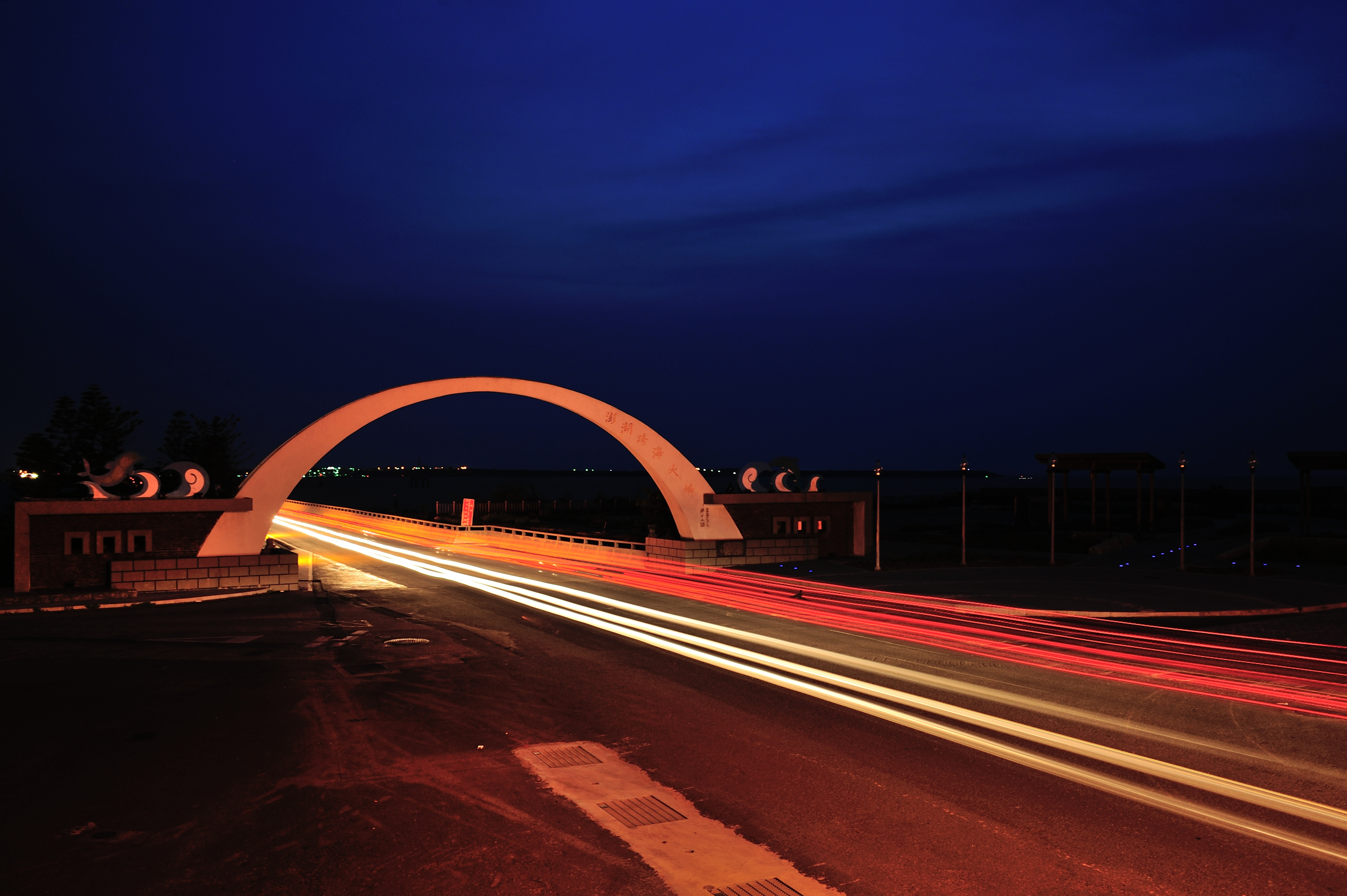
夜景

## 交通方式
- 自行開/騎車：沿路循澎湖縣道203號，往西嶼或外垵方向行駛即可抵達。[16]
- 大眾運輸：可搭乘澎湖縣公車，發車地點為位於馬公市區的公車總站。根據澎湖縣政府發布於2017年的公車路線，搭乘編號21公車（藍線：外垵線）或編號22公車（藍線：通梁線），於「跨海大橋站」下車；但欲前往跨海大橋的西嶼端僅能搭乘編號21的外垵線公車，並於「橋頭站」下車。[19]
- 台灣好行：搭乘交通部的澎湖台灣好行的「媽宮．北環線」亦可前往「跨海大橋」。台灣好行票券採「預約制」，必須於預定行程日的前一日下午六點完成預約事宜。從馬公市「西衛東站」發車，根據2021年公告單人一日券的票價為新台幣400元，但凡65歲以上、愛心票、設籍澎湖者票券售價為新台幣200元，2歲以下幼童則不收費用。[20]

## 註解
1. ↑  金門大橋全長5400公尺，於2022年10月通車

## 外部連結
23°39′00″N 119°32′49″E / 23.650°N 119.547°E
- 交通部公路總局第三區養護工程處 （页面存档备份，存于）
- 文化部文化資產局－國家文化資產網 （页面存档备份，存于）